# Flottentorpedoboot 1940
Als Flottentorpedoboot 1940 wurde in der Kriegsmarine eine geplante Klasse von 24 Zerstörern, offiziell Flottentorpedoboot, bezeichnet. Diese wurden auf niederländischen Werften gebaut aber bis zur Einstellung der Arbeiten 1944 waren erst drei Einheiten vom Stapel gelaufen und diese wurden in Anbetracht der vorrückenden alliierten Truppen nach Deutschland gebracht, aber auch dort kriegsbedingt nicht fertiggestellt.

## Geschichte

### Voraussetzungen
Nach der Besetzung der Niederlande erkannte die deutsche Führung, dass die gesamte Schiffbauindustrie des Landes intakt geblieben war und diese auf einem technisch hohen Standard produzieren konnte. Die Wehrmacht suchte daher nach Wegen, diese nahe am Deutschen Reich liegenden Produktionskapazitäten zu nutzen. Es zeigte sich, dass die niederländischen Werften, Maschinenbaufirmen und zahlreiche Zulieferbetriebe bereit waren, mit den Deutschen zusammenzuarbeiten und Bauaufträge zu übernehmen.
Beim Einmarsch der deutschen Truppen in die Niederlande im Jahr 1940 wurden die Rümpfe der im Bau befindlichen Zerstörer Tjerk Hiddes und Philips van Almonde durch die Niederländer zerstört, die für sie vorgesehenen Turbinensätze und Kessel befanden sich noch in der Fertigung. Deren Produktion wurde in Anbetracht des Mangels der Kriegsmarine an Torpedoträgern nicht eingestellt, vielmehr sollten sie einen deutschen Bootsentwurf antreiben, bei dessen Planung Fertigungsnormen und Leistungsfähigkeit der niederländischen Werften und Industrie Berücksichtigung finden sollten.

### Planung und Bau
Das K-Amt begann 1940 mit den Konstruktionsarbeiten. Grundlage des ersten Entwurfs war die niederländische Gerard Callenburgh-Klasse. Dieser Entwurf wurde an die deutschen Bedürfnissen angepasst. Die Linien des Rumpfes waren ein Neuentwurf, die nach Schleppversuchen günstiger ausfielen als die des Vorentwurfs für dias Flottentorpedoboot 1939.
Die als Flottentorpedoboot bezeichneten Boote waren hinsichtlich Größe und Bewaffnung und den sich daraus ergebenen Einsatzmöglichkeiten vergleichbar mit Zerstörern der damaligen Zeit und hätten daher als solche klassifiziert werden können. Zeitweise wurde das Projekt auch als Zerstörer 1940 geführt. Die Gründe für die Umbenennung des Amtsentwurfs sind nicht mehr nachvollziehbar.
Die Boote des Amtsentwurfs wurden an die vier niederländische Werften Wilton-Fijenoord in Schiedam, Rotterdamsche Droogdok, K.M. De Schelde in Vlissingen und die Nederlands Scheepsbouw in Amsterdam vergeben, die Aufträge für die ersten zwölf Boote ergingen für T 61 bis T 68 am 19. November 1940 und für T 69 bis T 72 am 3. Mai 1941. Für weitere zwölf Boote (T 73 bis T 84) ergingen die Bauaufträge am 27. August 1941, diese wurden aber noch im gleichen Jahr storniert. Als erstes Boot sollte im Oktober 1944 T 65 fertiggestellt sein, T 61 sollte im November, T 63 und T 67 im Dezember folgen. T 64 bis T 66, sowie T 70 sollten erst 1945 fertiggestellt werden, als Fertigstellungszeitpunkt für T 68, T 69 und T 71 war das Jahr 1946 vorgesehen.
Auf Grund von Materialmangel und der absichtlichen Verzögerung des Baus durch die niederländischen Arbeitskräfte gingen die Arbeiten nur sehr langsam vonstatten. Bis Ende 1942 waren erst acht Bauten begonnen, bis zu Arbeitsaufgabe auf den Werften waren mit T 61, T 65 und T 63 erst drei Boote vom Stapel gelaufen. Nur die Rümpfe dieser drei Einheiten konnten im September und Dezember 1944 in Anbetracht der vorrückenden alliierten Truppen nach Deutschland geschleppt werden, um sie dort fertigzustellen.

### Verbleib

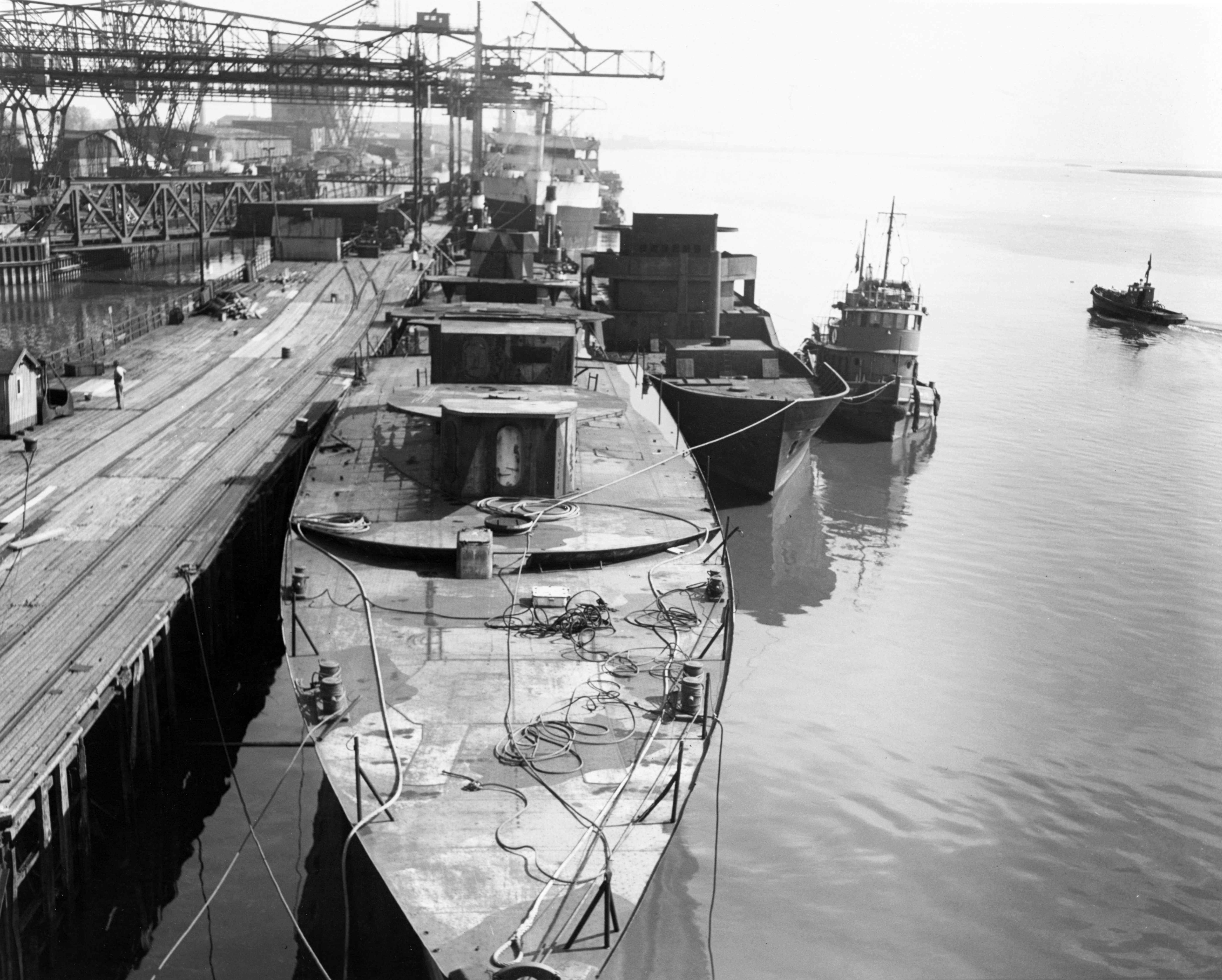
T 63 1946 in Nordenham.

T 61 wurde im Schlepp nach Deutschland am 12. September 1944 von einem Bristol Beaufighter der 143. RAF-Staffel nordwestlich von Den Helder, durch einen Lufttorpedotreffer beschädigt, auf Strand gesetzt und nach 1945 abgewrackt.
T 63 und T 65 erreichten die für die Fertigstellung vorgesehene Schichauwerft in Elbing im Schlepp über Wilhelmshaven bzw. Kiel Ende 1944, um von dort bereits im Januar 1945 vor den vorrückenden sowjetischen Truppen wieder Richtung Westen nach Danzig verbracht zu werden. Gemäß Order vom 28. Januar 1945 sollten die Boote nun bei Deschimag in Bremen fertiggestellt werden. T 65 gelang über Kiel und Kaiser-Wilhelm-Kanal im März 1945 nach Wesermünde, T 63 lag ebenfalls seit März 1945 dort. Sie blieben bis Kriegsende unvollendet liegen und konnten von den Alliierten erbeutet werden. Am 2. bzw. 3. Mai 1945 wurden beide bei Sprengungen beschädigt. T 63 versenkten die Alliierten mit Gasmunition beladen am 31. Dezember 1946 im Skagerrak. T 65 wurde am 3. Mai 1946 gesprengt und abgebrochen.
Die begonnenen Rümpfe von T 62, T 64 und T 66 wurden nicht weitergebaut, nach der Beschädigung/Sprengung auf der Helge liegend 1944/45 wurden sie später abgebrochen. Die Bauaufträge der restlichen Boote wurden annulliert.

## Liste der Einheiten
| Name                         | Bauwerft                     | Kiellegung                                      | Stapellauf                                                      | Verbleib |
| Bestellung 19. November 1940 | Bestellung 19. November 1940 | Bestellung 19. November 1940                    | Bestellung 19. November 1940                                    | Bestellung 19. November 1940 |
| ---------------------------- | ---------------------------- | ----------------------------------------------- | --------------------------------------------------------------- | --- |
| T 61                         | Wilton-Fijenoord, Schiedam   | 1942                                            | Juni 1944                                                       | Am 12. September 1944 unfertig im Schlepp nach Deutschland bei Den Helder nach Luftangriff auf Strand gesetzt, später abgebrochen |
| T 62                         | Wilton-Fijenoord, Schiedam   | 1942                                            | 1944 unfertig auf Helling gesprengt, später abgebrochen         | 1944 unfertig auf Helling gesprengt, später abgebrochen                                                                           |
| T 63                         | RDM, Rotterdam               | 1942                                            | 28. Oktober 1944                                                | Nach Deutschland geschleppt, keine Fertigstellung und am 31. Dezember 1946 im Skagerak versenkt                                   |
| T 64                         | RDM, Rotterdam               | 1942                                            | 1944 unfertig auf Helling gesprengt, später abgebrochen         | 1944 unfertig auf Helling gesprengt, später abgebrochen                                                                           |
| T 65                         | KMS, Vlissingen              | 1942                                            | 8. Juli 1944                                                    | Nach Deutschland geschleppt, keine Fertigstellung und nach 1946 abgebrochen                                                       |
| T 66                         | KMS, Vlissingen              | 1942                                            | 1944 auf Helling durch Luftangriff zerstört, später abgebrochen | 1944 auf Helling durch Luftangriff zerstört, später abgebrochen                                                                   |
| T 67                         | KMS, Vlissingen              | Bauaufträge 1945 storniert, nur Bauvorbereitung | Bauaufträge 1945 storniert, nur Bauvorbereitung                 | Bauaufträge 1945 storniert, nur Bauvorbereitung                                                                                   |
| T 68                         | Wilton-Fijenoord, Schiedam   | Bauaufträge 1945 storniert, nur Bauvorbereitung | Bauaufträge 1945 storniert, nur Bauvorbereitung                 | Bauaufträge 1945 storniert, nur Bauvorbereitung                                                                                   |
| Bestellung 3. Mai 1941       |                              |                                                 |                                                                 | |
| T 69                         | Wilton-Fijenoord, Schiedam   | Verbautes Material 1944 abgebrochen             | Verbautes Material 1944 abgebrochen                             | Verbautes Material 1944 abgebrochen                                                                                               |
| T 70                         | RMS, Rotterdam               | Verbautes Material 1944 abgebrochen             | Verbautes Material 1944 abgebrochen                             | Verbautes Material 1944 abgebrochen                                                                                               |
| T 71                         | KMS, Vlissingen              | Bauaufträge 1945 storniert, nur Bauvorbereitung | Bauaufträge 1945 storniert, nur Bauvorbereitung                 | Bauaufträge 1945 storniert, nur Bauvorbereitung                                                                                   |
| T 72                         | RMS, Rotterdam               | Bauaufträge 1945 storniert, nur Bauvorbereitung | Bauaufträge 1945 storniert, nur Bauvorbereitung                 | Bauaufträge 1945 storniert, nur Bauvorbereitung                                                                                   |
| Bestellung 27. August 1941   |                              |                                                 |                                                                 | |
| T 73                         | Wilton-Fijenoord, Schiedam   | Bauaufträge 1941 storniert                      | Bauaufträge 1941 storniert                                      | Bauaufträge 1941 storniert |
| T 74                         | Wilton-Fijenoord, Schiedam   | Bauaufträge 1941 storniert                      | Bauaufträge 1941 storniert                                      | Bauaufträge 1941 storniert |
| T 75                         | Wilton-Fijenoord, Schiedam   | Bauaufträge 1941 storniert                      | Bauaufträge 1941 storniert                                      | Bauaufträge 1941 storniert |
| T 76                         | RMS, Rotterdam               | Bauaufträge 1941 storniert                      | Bauaufträge 1941 storniert                                      | Bauaufträge 1941 storniert |
| T 77                         | RMS, Rotterdam               | Bauaufträge 1941 storniert                      | Bauaufträge 1941 storniert                                      | Bauaufträge 1941 storniert |
| T 78                         | RMS, Rotterdam               | Bauaufträge 1941 storniert                      | Bauaufträge 1941 storniert                                      | Bauaufträge 1941 storniert |
| T 79                         | KMS, Vlissingen              | Bauaufträge 1941 storniert                      | Bauaufträge 1941 storniert                                      | Bauaufträge 1941 storniert |
| T 80                         | KMS, Vlissingen              | Bauaufträge 1941 storniert                      | Bauaufträge 1941 storniert                                      | Bauaufträge 1941 storniert |
| T 81                         | KMS, Vlissingen              | Bauaufträge 1941 storniert                      | Bauaufträge 1941 storniert                                      | Bauaufträge 1941 storniert |
| T 82                         | NDSM, Amsterdam              | Bauaufträge 1941 storniert                      | Bauaufträge 1941 storniert                                      | Bauaufträge 1941 storniert |
| T 83                         | NDSM, Amsterdam              | Bauaufträge 1941 storniert                      | Bauaufträge 1941 storniert                                      | Bauaufträge 1941 storniert |
| T 84                         | NDSM, Amsterdam              | Bauaufträge 1941 storniert                      | Bauaufträge 1941 storniert                                      | Bauaufträge 1941 storniert |

## Technische Beschreibung

### Rumpf
Der Rumpf eines Flottentorpedoboots 1940, unterteilt in 13 wasserdichte Abteilungen und vollständig geschweißt, hätte eine Länge über alles von 114,5 Meter, eine maximale Breite von 11,3 Meter, eine Seitenhöhe von 6,55 Meter und einen maximalen Tiefgang von 3,81 Metern besessen. Die geplante Standardverdrängung sollte sich auf 1.931 ts und die Einsatzverdrängung auf 2.566 ts belaufen. Er wurde in Querspant-Längsbänderbauweise, mit einem Doppelboden, welcher 90 % der Gesamtlänge eingenommen hatte, aus Schiffbaustahl ST 52 ausgeführt.

### Antrieb

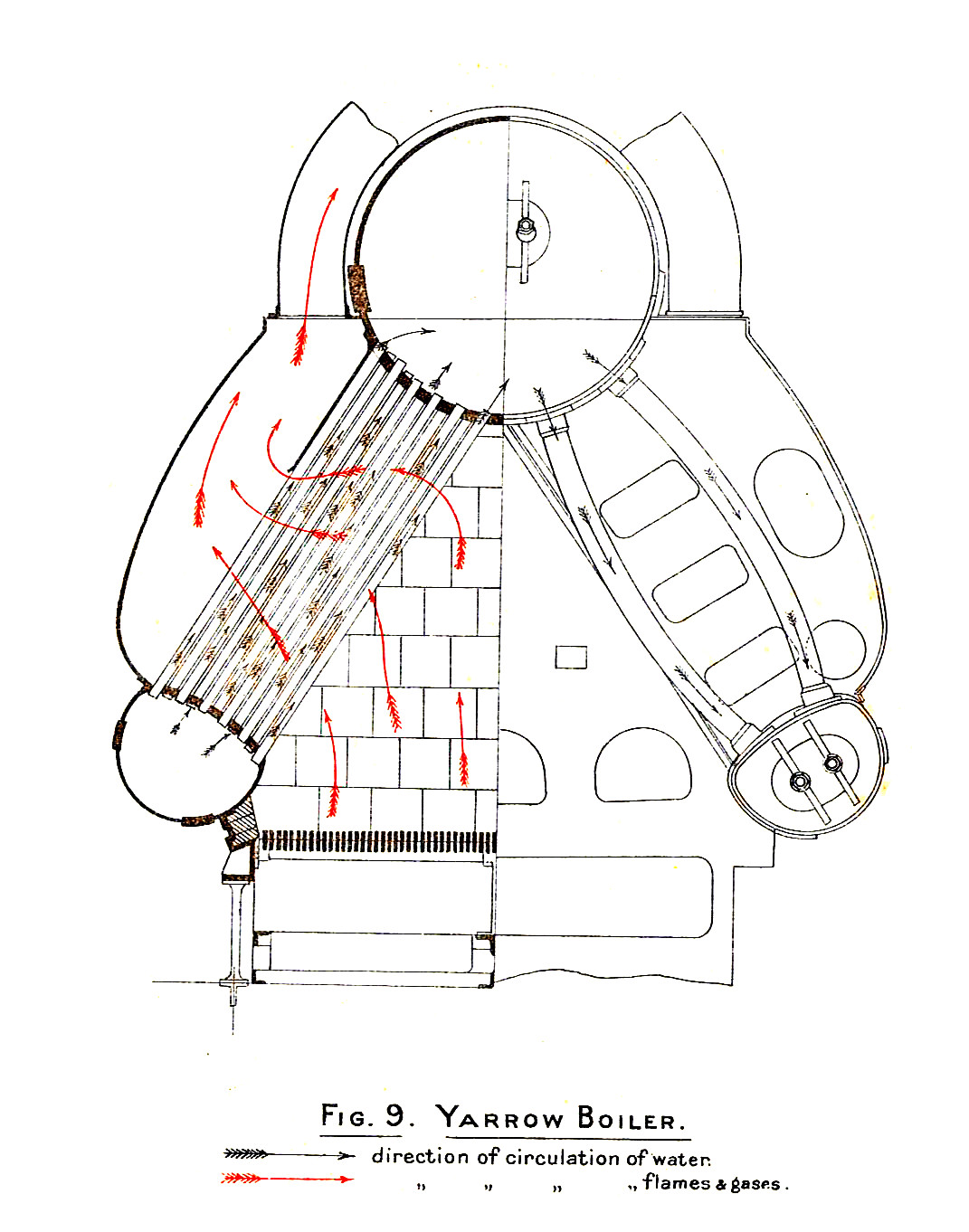
Schnitt durch einen Yarrow-Kessel, wovon der durch Werkspoor hergestellte Kessel eine Variante darstellt.

Der Antrieb aus niederländischer Produktion (Werkspoor N.V.) sollte durch drei ölbefeurte Dampferzeuger – Yarrow-Kessel, untergebracht in drei Kesselräumen mit natürlichem Wasserkreislauf und Überhitzer – und zwei Getriebeturbinensätze erfolgen. Diese Parsons-Turbinensätze erzeugten bei Drücken von 28,1 atü und Temperaturen 350 °C eine Leistung von 24.750 PS, womit eine Gesamtleistung von 49.500 PS (36.407 kW) erreicht wurde. Die erzeugte Leistung wurde an zwei Antriebswellen mit je einer 3,15 durchmessenden Schraube abgegeben, die beiden Spatenruder standen in den Schraubenströmen. Die geplante Höchstgeschwindigkeit betrug 35 Knoten (65 km/h) und die maximale Fahrstrecke 2.100 Seemeilen (3.889 km) bei 19 Knoten, wofür 561 Tonnen Schweröl gebunkert werden konnten.

### Bewaffnung

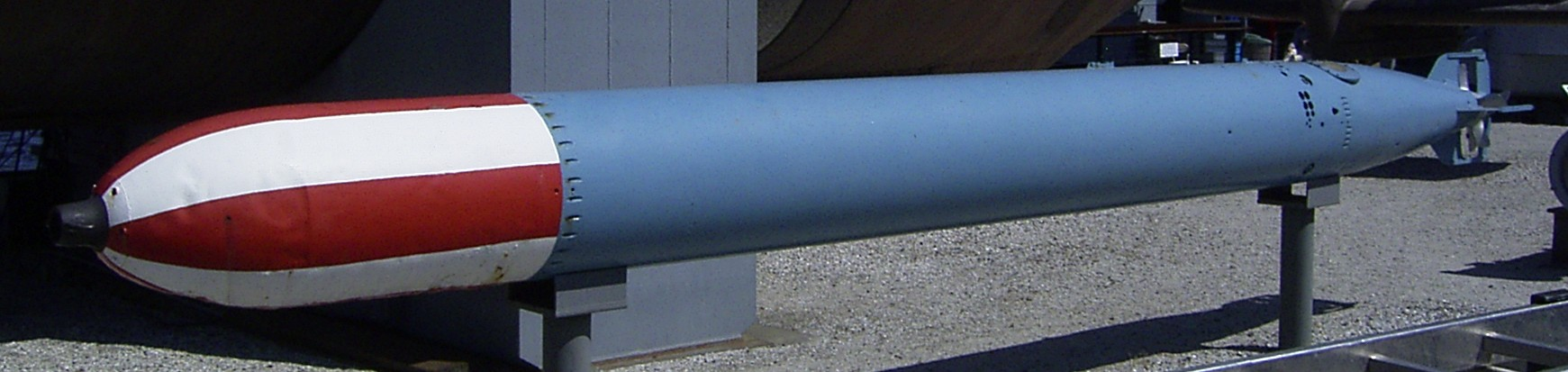
Torpedo des Typs G7a, hier als Übungstorpedo

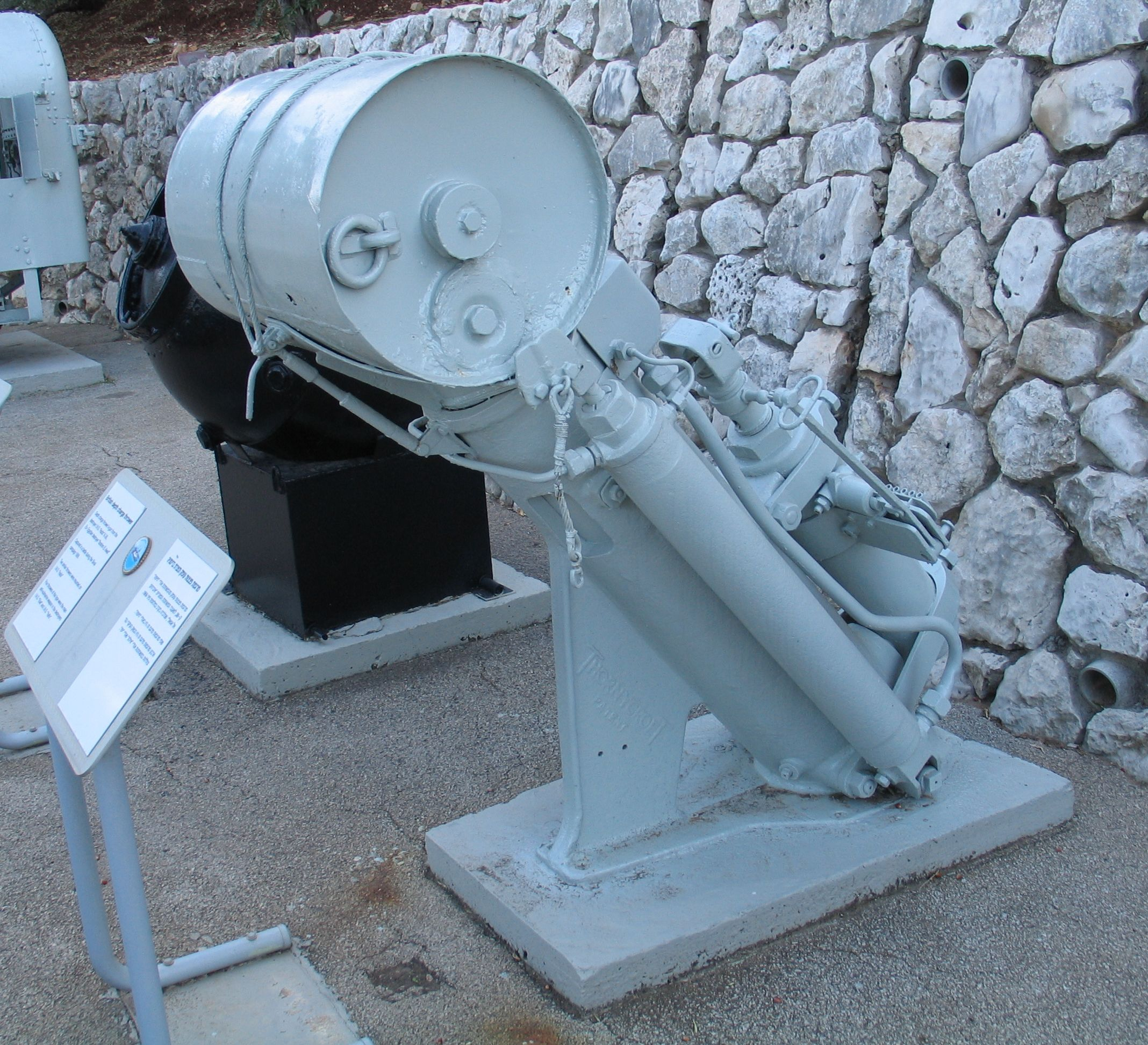
Wasserbomben-Werfer, ähnlich wie ihn die Kriegsmarine verwendete

#### Artillerie
Als Hauptbewaffnung waren acht 12,7-cm-SK C/34 Geschütze mit Kaliberlänge 45 in vier Mittelpivotlafetten (MPL C/34), mit einem Munitionsvorrat von 600 Schuss, vorgesehen. Diese Geschütze sollten in Bootsmittellinie, je ein Paar vor bzw. auf dem Brückenaufbau und hinter bzw. auf dem achteren Deckshaus aufgestellt werden.

#### Flugabwehr
Die Flugabwehrbewaffnung sollte aus vier 3,7-cm-SK C/30, in zwei Doppellafetten (Dopp.L. C/30) auf Plattformen beidseitig hinter dem Schornstein, und acht später sechzehn 2-cm-Flak C/38 in vier Zwillingslafetten bzw. gemischt in Vierlings- und Zwillingslafetten bestehen. Als Munition sollten 8.000 Schuss für die 3,7-cm und 16.000 Schuss für die 2-cm mitgeführt werden.

#### Torpedos
Die geplante Torpedobewaffnung hätte aus zwei, um 360° schwenkbaren, Vierfachtorpedorohrsätzen im Kaliber 53,3 cm bestanden. Diese hätten sich in Bootsmittellinie, zwischen Schornstein und achterem Deckshaus, befunden und Torpedos des Typs G7a verschossen. Die Mitnahme von Reservetorpedos in Behältern an Oberdeck war nicht vorgesehen.

#### Sonstiges
Des Weiteren gehörten zu geplanten Bewaffnung Werfer bzw. Einzellager für bis zu 32 Wasserbomben und Schienen auf dem Achterdeck für das legen von bis zu 50 Seeminen.

### Feuerleitanlage
Die Feuerleitanlage sollte aus zwei optischen 3-m-Basis-Entfernungsmessgeräte vom Typ 3u bestehen, aufgestellt auf dem Brücken- und dem achteren Aufbau.

### Beiboote
Als Beiboote waren eine Motorjolle, ein Kutter und ein Dingi vorgesehen.

## Besatzung
Es war eine Besatzung von 8 Offizieren und 223 Unteroffizieren/Mannschaften (231 Mann) vorgesehen. Üblicherweise befehligte ein Offizier im Rang eines Kapitänleutnants ein Torpedo- bzw. Flottentorpedoboot der Kriegsmarine.

## Bemerkungen
1. ↑  Whitley gibt hier eine Fahrstrecke von 2350 sm und Fock von 9000 sm bei gleicher Geschwindigkeit an.